# 9529 Protopapa
9529 Protopapa eller 1981 EF25 är en asteroid i huvudbältet som upptäcktes den 2 mars 1981 av den amerikanska astronomen Schelte J. Bus vid Siding Spring-observatoriet. Den är uppkallad efter Silvia Protopapa.